# Aira praecox
Aira praecox — вид квіткових рослин родини злакових (Poaceae). Ареал: Мадейра, Європа (Данія (у т. ч. Фарерські острови), Фінляндія, Велика Британія, Ірландія, Норвегія, Швеція, Чехія, Бельгія, Швейцарія, Хорватія, Німеччина, Нідерланди, Польща, Литва, Італія, Іспанія, Франція, Португалія), Туреччина, Північний Кавказ; натуралізований: Азорські острови; інтродукований до Австралії, Нової Зеландії, ПАР, Аргентини, Чилі, Уругваю, США, Канади.

## Екологія
Зростає в основному на сухих, не вапняних ґрунтах, таких як мілини, пасовища або перелоги, у світлих піщаних соснових лісах.

## Біоморфологічна характеристика
Однорічна, гола, з мочкуватим коренем, дуже дрібна, непоказна трава, що утворює невеликі пучки. Стебла 2–20 см заввишки, 0.5–1 мм у товщину, жорсткі, прямі або колінчасто-підйомні. Листки щільно згорнуті, голі; язичок ланцетний. Суцвіття — вузька волоть 1–3 см завдовжки, з прямовисними гілками і квітконосами, коротшими за колоски. Колосочки довгасті, 3 мм. Колоскові луски ланцетно-гострі. Нижня лема майже рівна колоскові лусці, двороздільна, з остюком у 1–2 рази довшим за луску. Цвітіння: квітень — червень.